# 信号控制

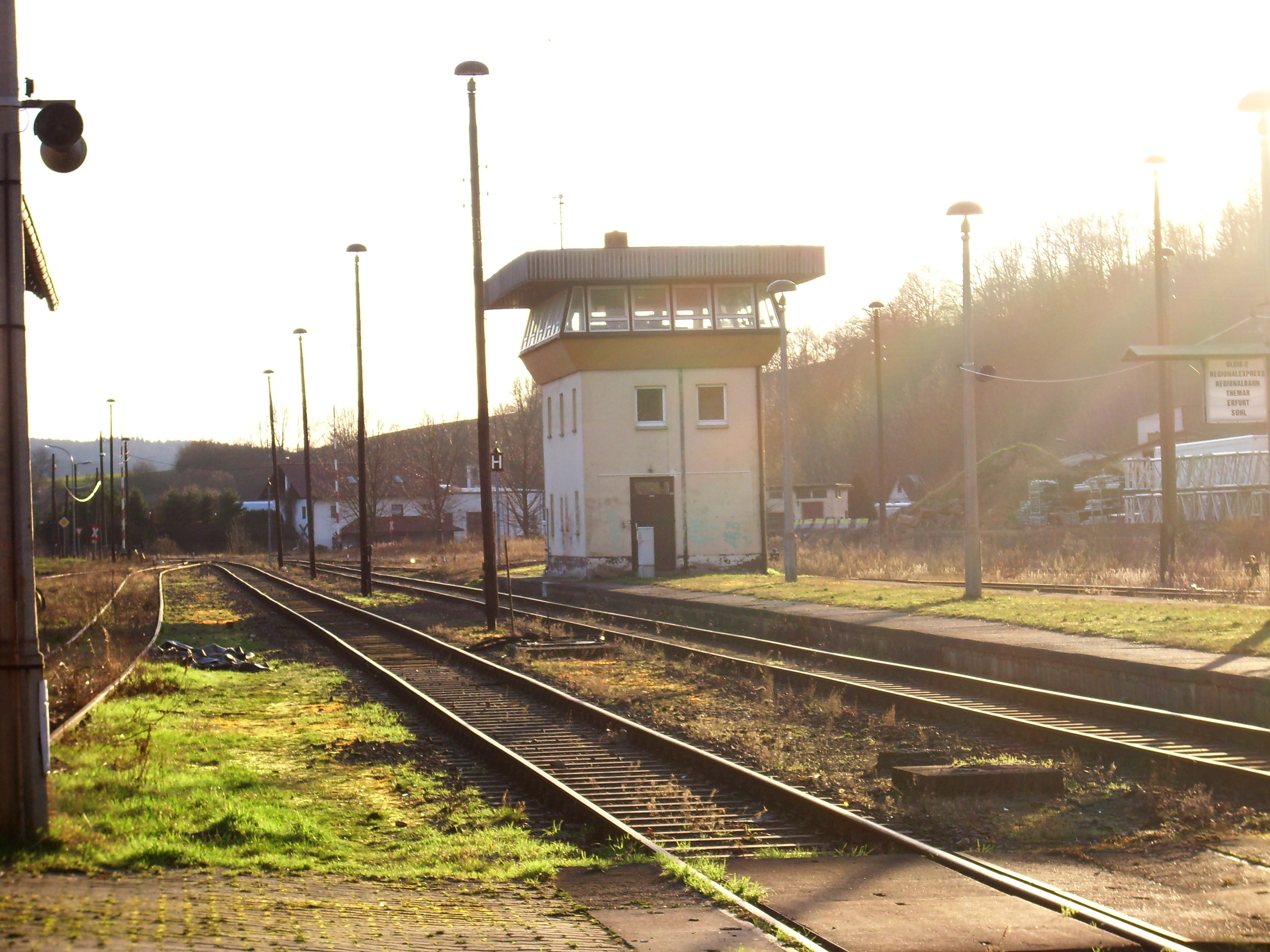

在鐵路運輸系统中，信号控制是指通过铁路信号机和閉塞系统对列车运行进行控制的过程，以确保列车在正确的路线上按照正确的时间表运行。信号控制最初是通过分散的控制点网络进行的，这些控制点有各种名称，例如信号箱（国际和英国）、联锁塔（北美）和信号舱（一些铁路，如大中央铁路）。目前，这些分散的系统正在被整合成大规模的信号中心或调度室。1843年，伦敦和克罗伊登铁路公司首次使用信号箱。

## 历史
最初，所有信号都是通过机械方式完成的。道岔和信号通过单独的杠杆或手柄在本地操作，要求信号员在各种设备之间走动，以将它们设置在每列通过的火车所需的位置。不久之后，人们意识到控制应该集中在一栋建筑中，这栋建筑后来被称为信号箱。信号箱为复杂的联锁机械装置和信号员提供了一个干燥的气候控制空间。大多数信号箱的凸起设计（由此在北美产生了“塔”一词）也为信号员提供了对他所控制的铁路的良好视野。首次使用信号箱是在1843年由伦敦和克罗伊登铁路公司控制的，以控制伦敦的瓦工阿姆斯的交汇处。
随着电力的实际发展，信号箱的复杂性不再受机械杠杆通过直接物理连接（或此类连接所需的空间）工作一组点或信号量信号的距离的限制。电动开关点和信号装置极大地扩展了单个控制点可以操作的范围，从几百码扩展到几英里。随着电继电器逻辑技术的发展，信号员不再需要使用任何类型的机械逻辑来操作控制设备。随着全电子逻辑的飞跃，不再需要物理存在，并且可以整合各个控制点以提高系统效率。